# John Potter (pilote automobile)
Pour les articles homonymes, voir John Potter.
John Potter, né le 25 février 1982 à Salt Lake City, Utah,, est un pilote automobile et un propriétaire d'écurie de sport automobile américain.

## Carrière professionnelle
Il est le fondateur de l'écurie de sport automobile Magnus Racing.

## Palmarès
Il a été vainqueur de classe dans les 24 Heures de Daytona 2012, les 12 Heures de Sebring 2014 et les 24 Heures de Daytona 2016.